# Ośrodek Zapasowy Broni Pancernych typ III nr 3
Ośrodek Zapasowy Broni Pancernych typ III nr 3 – oddział broni pancernych Wojska Polskiego II RP z okresu kampanii wrześniowej.
Ośrodek Zapasowy Broni Pancernych typ III nr 3 nie występował w organizacji pokojowej Wojska Polskiego. Był jednostką formowaną zgodnie z planem mobilizacyjnym „W” w Żurawicy, w II rzucie mobilizacji powszechnej. Jednostką mobilizującą był 2 batalion pancerny.

## Historia i formowanie
W ramach mobilizacji powszechnej w jej II rzucie z kadry i rezerwistów 2 batalionu pancernego oraz nadwyżek kadry i rezerwistów z 1, 5, 6 i 8 batalionu pancernego, rozpoczęto formowanie Ośrodka Zapasowego Broni Pancernej typu III nr 3. Zgodnie z etatem ośrodka weszła w jego skład pozostałość kadry i słuchacze Centrum Wyszkolenia Broni Pancernych. Ośrodek ten miał zadanie przeszkolenie uzupełnień dla załóg i pododdziałów czołgów lekkich Vickers, czołgów rozpoznawczych TK(TKS) oraz szkolenie oficerów i podoficerów na potrzeby broni pancernej. Dowódcą ośrodka został mjr Zygmunt Chabowski.
Etat przewidywał skład ośrodka:
- dowództwo ośrodka
- kompania gospodarcza
- kompania szkolna
- 2 kompanii ćwiczebnych „A” i „B”
- kompania podchorążych rezerwy
- kompania zapasowa
- pluton specjalny
- park pojazdów
- warsztat szkolny[2]

Do formowanego od 1 września 1939 roku OZBPanc. typ III nr 3 docierały nadwyżki z 5, 8 i 10 batalionów pancernych, a następnie z 6 batalionu pancernego i kadra wraz ze słuchaczami Centrum Wyszkolenia Broni Pancernej. Dołączyła też Szkoła Mechaników Broni Pancernej dla Małoletnich kpt. Włodzimierza Samiry.

## Działania OZBPanc. nr 3
Z uwagi na zagrożenie działaniami niemieckich jednostek, które wdarły się na styk Armii „Kraków” i Armii „Karpaty”, 6 września zarządzono ewakuację ośrodka na wschód kraju. Nocą  6/7 września z Żurawicy poprzez Lwów do Podkamienia rozpoczęto ewakuację ośrodka. Utworzono dwa rzuty; kołowy pod dowództwem kpt. Alfreda Kwatkowskiego i batalion pieszy z 30 oficerami i 400 szeregowymi. Z rzutem kołowym maszerowało po plutonie czołgów lekkich „Vickers” i dwuwieżowych 7TP i  czołgów rozpoznawczych oraz 45 samochodów. Miejscowość Podkamień na południowy wschód od Brodów osiągnięto 13 września. 17 września ośrodek ewakuowano do Monastyrzysk-Złoczowo-Kuty. W trakcie marszu 17 września w Niżnowie nad Dniestrem stoczono walkę z sowiecką czołówką pancerną 5 Brygady Czołgów 25 Korpusu Pancernego. W walce OZBPanc. nr 3 utracił dwa dwuwieżowe czołgi lekkie i trzy tankietki. Do niewoli dostało się ok. 10 oficerów. Pozostała część ośrodka  prowadziła dalszy marsz. 18 września w rejonie Nadwórnej w walce z bojówką ukraińską utracono ostatni czołg rozpoznawczy TK i samochód pancerny. 19 września część OZBPanc. nr 3 wraz z mjr. Zygmuntem Chabowskim przekroczyła granicę węgierską na Przełęczy Tatarskiej. Przed ewakuacją ośrodka w dniach 6-7 września dowódca broni pancernej Armii „Kraków” ppłk Janusz Górecki sformował dwie kolumny samochodów ciężarowych. 
8 września kolumny te załadowano w Rzeszowie paliwem i żywnością i skierowane zostały nad San do Niska celem zaopatrzenia jednostek Armii „Kraków”. Ponownie z pozostałości ośrodka ppłk J. Górecki sformował 11 września dwie następne kolumny, które załadowano amunicją, żywnością i materiałami pędnymi i zamierzano wysłać w rejon Zamościa, lecz nie dotarły do celu. Jedna dotarła pod Lwów, druga do Dubna. 10 września z pozostałości kadry i sprzętu ośrodka sformowano dwa plutony czołgów rozpoznawczych TK  (po 4 czołgi) pod dowództwem kpt. J. Ratiszwili i skierowano do dyspozycji dowódcy obrony Przemyśla gen. bryg. J. Chmurowicza. Nazajutrz wysłany w kierunku Dynowa pluton por. J. Juchy zaginął bez wieści. Drugi pluton prowadził rozpoznanie w dniach 11-13 września w kierunku Radymna. Od 13 września pluton podjął działania na korzyść 24 DP. 14 września tankietka z uszkodzonym układem jezdnym pozostała w Przemyślu jako stały punkt ogniowy przed mostem na Sanie. Pozostałe trzy tankietki przejechały do Niżankowic. Podczas walk pod Boratyczami żołnierze 38 pp 24 DP pomyłkowo ostrzelali te trzy czołgi w wyniku czego spłonęły.